# Celeste Johnson
Pour les articles homonymes, voir Celeste.
Celeste Johnson, connue sous le nom de scène Celeste (née en 1959 à Chicago), est une chanteuse et mannequin américaine.

## Biographie
Elle commence une carrière en tant que sportive, jouant au basket-ball professionnel, mais est rapidement remarquée pour son physique et engagée comme mannequin. Découverte comme chanteuse par Claudio Cecchetto, qui l'a engagée après l'avoir entendue chanter dans les coulisses d'un défilé de mode, et avec qui elle a eu une brève liaison, elle obtient un contrat avec le label Five Record en 1982, débutant en 1983 avec le 45 tours Love and Music.
Après avoir participé à l'émission Sponsor City diffusée sur la chaîne Rete 4, à partir de 1984 elle est régulièrement invitée à Fininvest participant jusqu'à la fin de la décennie en tant qu'invitée régulière à plusieurs transmissions telles que Premiatissima '84 sur Canale 5. L'année suivante, elle sort son premier album, Celeste, dont est extrait le 45 tours Lascia che sia, écrit par Andrea Lo Vecchio et Santino Rocchetti, qui est très bien accueilli, restant dans le hit parade pendant cinq semaines, ce qui permet à l'interprète de se produire dans plusieurs émissions télévisées musicaux, notamment Festivalbar et Azzurro cette année-là. Au printemps 1985, Celeste participe à la deuxième édition de Risatissima, tandis qu'à partir de l'automne, elle anime Buona Domenica avec Maurizio Costanzo, Franco Franchi, Ciccio Ingrassia et Gigi Sabani. Cette même année, elle collabore avec Umberto Bindi, chantant avec l'auteur-compositeur-interprète génois son vinyle È vero dans l'album de duos Bindi. En 1986, elle revient sur Festivalbar avec Time, tandis que l'année suivante, elle sort son deuxième album, Blue.
En 1989, elle participe à l'émission Io Jane, tu Tarzan diffusée sur Rai 1, aux côtés de Carmen Russo avec Franco Franchi, Ciccio Ingrassia et le magicien italien Alexander, ainsi qu'à d'autres émissions de Rai en tant qu'invitée. En 1991, elle change de maison de disques pour DDD - La Drogueria di Drugolo, pour laquelle elle publie son troisième album The Swing of Love. Elle poursuit son activité discographique et scénique jusqu'au milieu des années 1990, avant de se retirer dans la vie privée.
Le 4 juin 2008, à l'âge de 49 ans, elle revient sur le devant de la scène en participant à l'émission de téléréalité américaine She's Got the Look, un concours entre 10 anciens « mannequins de plus de 35 ans » atteignant la finale.

## Discographie

### Albums studio
- 1985 : Celeste
- 1987 : Blue
- 1989 : The Seventh Wind
- 1991 : The Swing of Love
- 1993 : Too Blue

### Singles
- 1985 : Lascia che sia/Going Crazy
- 1986 : Time/Dada
- 1987 : Hey Boy/Too Blue
- 1988 : Italy/Let Me Love You
- 1989 : Lover Boy/Bring Back My Heart
- 1991 : The Swing of Love/Can't Get Over You
- 1992 : Look Inside of You/Soliloquy
- 1993 : Everybody's Free

### Participations
- 2001 : VA - Italian dance vol. 1 (avec la chanson Look Inside of You)